# Savitri (actrice)
Pour l’article homonyme, voir Savitri.
Savitri Ramasamy, née Savitri Nissankara le 6 décembre 1935 et morte le 26 décembre 1981 est une actrice, chanteuse de playback, danseuse, réalisatrice et productrice connue initialement dans le cinéma télougou et le cinéma tamoul. Elle est également connue pour ses travaux à Kannada, Malayalam et Bollywood. Le premier rôle important de Savitri est dans le film télougou de 1952, Pelli Chesi Choodu. En 1960, elle reçoit le prix Rashtrapati pour sa performance dans le film, Chivaraku Migiledi. En 1968, elle produit et dirige le film Chinnari Papalu, pour lequel elle reçoit le prix national Nandi du meilleur long métrage (argent).
Savitri est honorée du titre lors du  30e festival international du film d'Inde. Ses œuvres en tamoul incluent Kalathur Kannamma (1959), Pasamalar (1961), Pava Mannippu (1961), Paarthal Pasi Theerum (1962), Karpagam (1963), Karnan (1963), Kai Koduttha Dheivam , Navarathri (1964) et Thiruvilaiyadal (1965). En 2018, Nag Ashwin réalise le film biographique Mahanati, qui relate la vie de Savitri, jouée par Keerthy Suresh.

## Jeunesse
Savitri est née le 6 décembre 1935 dans une famille de Kapu, de langue télougou à Chirravuru, dans la district de Guntur, sous la présidence de Madras, qui fait maintenant partie de l'Andhra Pradesh. Son père est Nissankara Guravayya et sa mère Nissankara Subhadramma,. Le premier meurt alors qu'elle a six mois et après cela, sa mère envoie Savitri et sa grande-sœur Maruti vivre chez un oncle et une tante. Son oncle, Kommareddy Venkataramaiah, l'inscrit à des cours lorsqu'elle commence à exprimer un talent certain pour la danse.
Savitri épouse l'acteur tamoul Gemini Ganesan en 1952, après l'avoir rencontré pour la première fois en 1948. Le mariage engendre une rupture permanente avec son oncle car Ganesan était déjà marié, père de quatre filles et avait une liaison avec l'actrice Pushpavalli. Son mariage devient public lorsqu'elle signe une photo sous le nom de Savithri Ganesh. Ganesan reconnut plus tard qu'il avait eu deux filles avec Pushpavalli alors qu'il était marié à Savitri, avec qui il a également eu une fille et un fils.

## Carrière
Savitri joue dans son enfance dans des pièces de théâtre dansées, notamment dans une troupe de théâtre dirigée par Jaggayya (en). Elle fait un voyage infructueux pour obtenir un rôle d'actrice à Madras à l'âge de 12 ans, où elle est considérée comme trop jeune pour jouer le rôle de l'héroïne, mais en 1950, elle est choisie pour jouer le rôle principal féminin dans Samsaram (film, 1950) (en). Ce rôle ne s'est pas concrétisé, car trop excitée, elle nécessite de nombreuses prises et finalement est remplacée dans son rôle. On lui confie alors un rôle mineur dans le film et l'année suivante, elle a eu deux autres rôles mineurs dans Rupavati (en) et Pathala Bhairavi (en), avant d'obtenir son premier vrai rôle en tant que deuxième héroïne dans Pelli Chesi Choodu.
Elle est surtout connue pour son hospitalité, ses gestes philanthropiques et son amour des biens et des bijoux, mais elle garde peu de contrôle sur ses dépenses. Sa carrière connaît un ralentissement à la fin des années 1960. Les agents du fisc s'emparent de ses biens et elle se met à tourner pour n'importe quel film, tandis qu'elle est encouragée par des flagorneurs à diriger et à produire des films coûteux et sans succès. Parmi ses rares soutiens durant sa période de difficultés financières il y eut Dasari Narayana Rao (en), qui l'engage dans la plupart de ses films, tels que Gorintaku (en) (1979) et créé notamment un film spécialement pour elle intitulé Devadasu Malli Puttadu (en) (1978).
Son seul film en malayalam, Chuzhi (1973), est un échec.

## Décès
Savitri meurt le 26 décembre 1981, à l'âge de 45 ans, après un coma de 19 mois. Alcoolique depuis de nombreuses années, elle avait commencé à boire énormément dès 1969. Elle a également développé du diabète et de l'hypertension artérielle,.

## Hommages

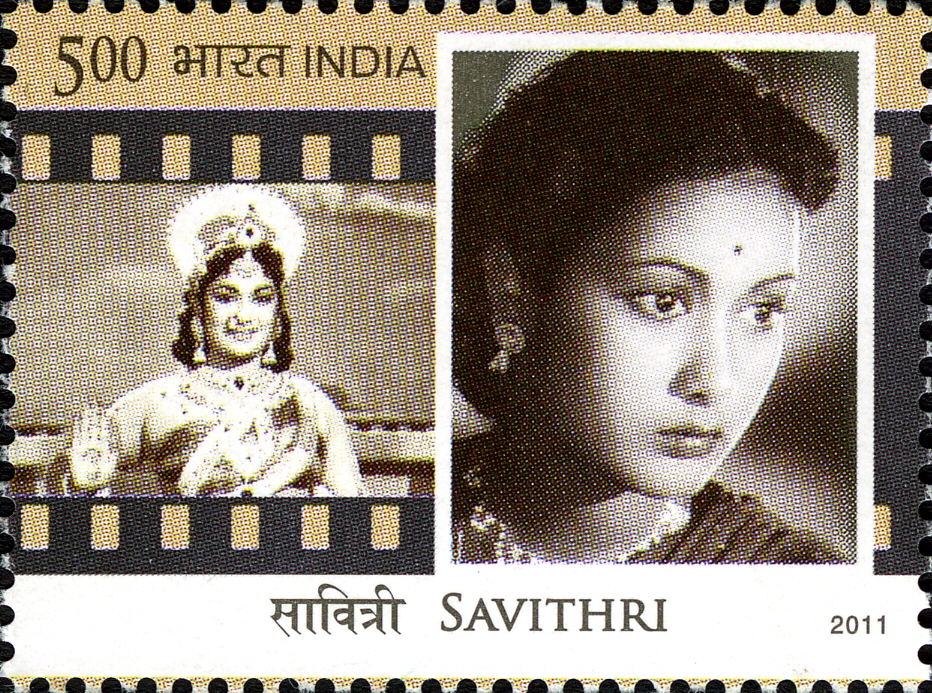
Savitri sur un timbre indien, 2011

Savriti reçoit plusieurs prix, notamment le prix Rashtrapati et le prix Nandi. Le gouvernement du Tamil Nadu lui décerne le prix Kalaimamani, la plus haute distinction accordée aux personnes travaillant dans le domaine de l'art. Elle est célébrée lors du 30e Festival international du film de l'Inde.
Le Gouvernement indien imprime un timbre-poste en commémoration de Savitri. En mai 2018, un film biographique intitulé Mahanati, en télougou (sorti sous le nom de Nadigaiyar Thilagam en tamoul) est produit. Dirigé par Nag Ashwin, il présentait Keerthy Suresh dans le rôle de Savitri.